# Jovana Stojanović
Jovana Stojanović (serbisch-kyrillisch Јована Стојановић, * 10. Februar 1995) ist eine serbische Fußballspielerin.

## Karriere

### Vereine
Stojanović spielte bereits im Alter von 17 Jahren – und bis ins Jahr 20222 – für den ŽFK Roter Stern Belgrad in der Superliga Srbije u fudbalu za žene, der höchsten Spielklasse im serbischen Frauenfußball, im Seniorinnenbereich Fußball. Während ihrer Zugehörigkeit gewann sie mit dem nationalen Vereinspokal am 2. Juni 2018 (3:0-Sieg über den ŽFK Vojvodina) ihren einzigen Titel; am 4. Juni 2019 war sie im Finale dem ŽFK Spartak Subotica mit 1:3 unterlegen. In der Meisterschaft reichte es dreimal zum zweiten Platz. 

### Nationalmannschaft
Stojanović bestritt für die U17-Nationalmannschaft ein einziges Länderspiel. Am 1. Oktober 2011 trennte sie sich mit ihrer Mannschaft 2:2 unentschieden von der U17-Nationalmannschaft Dänemarks im Spiel der 1. Qualifikationsrunde für die vom 26. bis zum 29. Juni 2012 in Nyon (Schweiz) vorgesehene Europameisterschaft; sie wurde in der 80. Minute für Jelena Čanković eingewechselt.
Für die U19-Nationalmannschaft bestritt sie fünf Länderspiele, alle im Rahmen der EM-Qualifikationen. Zunächst kam sie im ersten und dritten Spiel der Gruppe D der 2. Qualifikationsrunde für die angestrebte Teilnahme für das vom 19. bis zum 31. August 2013 in Wales vorgesehene und altersbezogene Europameisterschaft. Beim 5:4-Sieg über die U19-Nationalmannschaft Englands am 4. April 2013 in Jessheim wie auch bei der 3:4-Niederlage gegen die U19-Nationalmannschaft Ungarns am 9. April 2013 in Kongsvinger spielte sie jeweils 90 Minuten. Die weiteren drei Länderspiel bestritt sie am 21., 23. und 26. September 2013 gegen die U19-Nationalmannschaften Maltas (2:2), Bosniens (2:1) und der Niederlande (0:3) in der Gruppe 6 der 1. Qualifikationsrunde für die vom 15. bis zum 27. Juli 2014 in Norwegen vorgesehenen Europameisterschaft.
Für die A-Nationalmannschaft wurde sie in sieben Länderspielen berücksichtigt. Ihr Debüt gab sie am 4. September 2018 im Estadio Las Gaunas in Logroño bei der 0:3-Niederlage gegen die Nationalmannschaft Spaniens im letzten Spiel der WM-Qualifikationsgruppe 7 mit Einwechslung für Dejana Stefanović ab der 78. Minute. Am 6. und 9. November desselben Jahres erlebte sie das zweimalige Kräftemessen mit der Nationalmannschaft Russlands in Lazarevac und Stara Pazova mit, das mit 0:1 und 1:2 verloren wurde. Mit der Mannschaft nahm sie am Turnier um den Istrien-Cup 2019 auf der kroatischen Halbinsel Istrien teil und wurde in beiden Spielen der Gruppe B und im Finale am 4. März in Zagreb eingesetzt; im Finale war sie mit ihrer Mannschaft der Nationalmannschaft Sloweniens mit 0:2 unterlegen, in dem sie ab der 81. Minute – mit Einwechslung für Tijana Filipović – eingriff.
Am 5. Oktober 2019 hatte sie mit dem zweiten Spiel der EM-Qualifikationsgruppe G, beim 6:0-Sieg über die Nationalmannschaft Nordmazedoniens in Skopje ihren letzten Einsatz als Nationalspielerin des FSS, sie wurde in der 69. Minute für Milica Stanković eingewechselt.

## Erfolge
Nationalmannschaft
- Istrien-Cup-Finalist 2019

Roter Stern Belgrad
- Zweiter Serbische Meisterschaft 2017, 2018, 2021
- Serbischer Pokal-Sieger 2018, -Finalist 2019